# Nederlandse kampioenschappen schaatsen afstanden 1995 - 500 meter vrouwen
De 500 meter vrouwen op de Nederlandse kampioenschappen schaatsen afstanden 1995 werd in november 1994 in ijsstadion De Uithof in Den Haag over twee ritten verreden, waarbij de twaalf deelneemsters ieder een keer in de binnenbaan en een keer in de buitenbaan startten.
Titelverdedigster was Christine Aaftink die de titel pakte tijdens de NK afstanden 1994. Zij prolongeerde haar titel.

## Uitslag
| #      | Schaatsster           | 1e      | pos | 2e      | pos | Punten |
| ------ | --------------------- | ------- | --- | ------- | --- | ------ |
| Goud   | Christine Aaftink     | 0.42,14 | 1   | 0.42,40 | 1   | 84,540 |
| Zilver | Anita Loorbach        | 0.43,02 | 2   | 0.42,41 | 2   | 85,430 |
| Brons  | Sandra Zwolle         | 0.43,31 | 3   | 0.42,43 | 3   | 85,740 |
| 4      | Léontine van Meggelen | 0.43,46 | 4   | 0.43,08 | 4   | 86,540 |
| 5      | Anja Bollaart         | 0.44,02 | 5   | 0.43,70 | 5   | 87,720 |
| 6      | Linda van Oosten      | 0.44,31 | 7   | 0.43,96 | 6   | 88,270 |
| 7      | Renate Groenewold     | 0.44,25 | 6   | 0.44,30 | 7   | 88,550 |
| 8      | Coriene Pot           | 0.44,74 | 9   | 0.44,38 | 8   | 89,120 |
| 9      | Marieke Wijsman       | 0.44,74 | 10  | 0.44,50 | 9   | 89,240 |
| 10     | Frouke Oonk           | 0.44,84 | 11  | 0.44,43 | 10  | 89,270 |
| 11     | Annet Koeleman        | 0.44,55 | 8   | 0.44,98 | 11  | 89,530 |
| 12     | Ellen Linnenbank      | 0.45,37 | 12  | 0.45,07 | 12  | 90,440 |

Uitslag op
1987 · 
1988 · 
1989 · 
1990 · 
1991 · 
1992 · 
1993 · 
1994 · 
1995 · 
1996 · 
1997 · 
1998 · 
1999 · 
2000 · 
2001 · 
2002 · 
2003 · 
2004 · 
2005 · 
2006 · 
2007 · 
2008 · 
2009 · 
2010 · 
2011 · 
2012 · 
2013 · 
2014 · 
2015 · 
2016 · 
2017 · 
2018 · 
2019 · 
2020 · 
2021 · 
2022 · 
2023 · 
2024 · 
2025